# Datorspelsåret 1989

## Händelser

### April

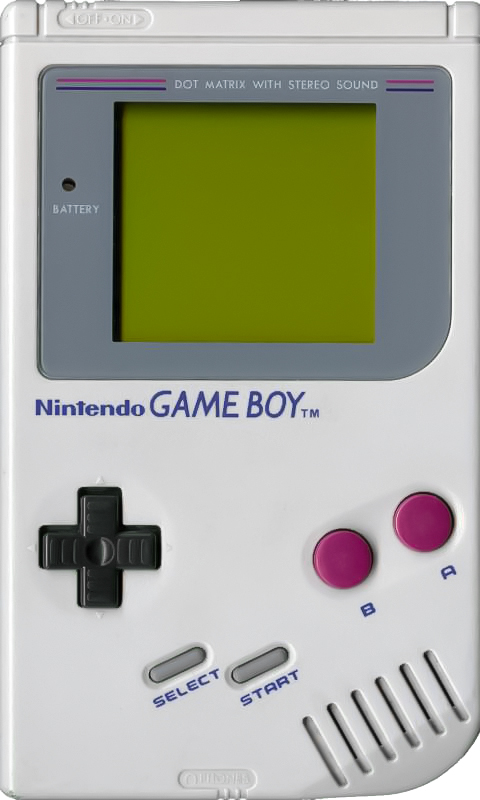
Game Boy gör debut i japanska hem.

- 21: Nintendos bärbara spelmaskin "Game Boy" lanseras i Japan.[1]

### Augusti
- Augusti - Nintendos bärbara spelmaskin Game Boy lanseras i USA.
- 14 - Sega lanserar hemvideospelskonsolen "Sega Mega Drive" på prov i USA, lanseringen är först begränsad till orterna New York City och Los Angeles.

### September
- 15 september - Sega lanserar hemvideospelskonsolen Sega Mega Drive i övriga Nordamerika.

### Oktober

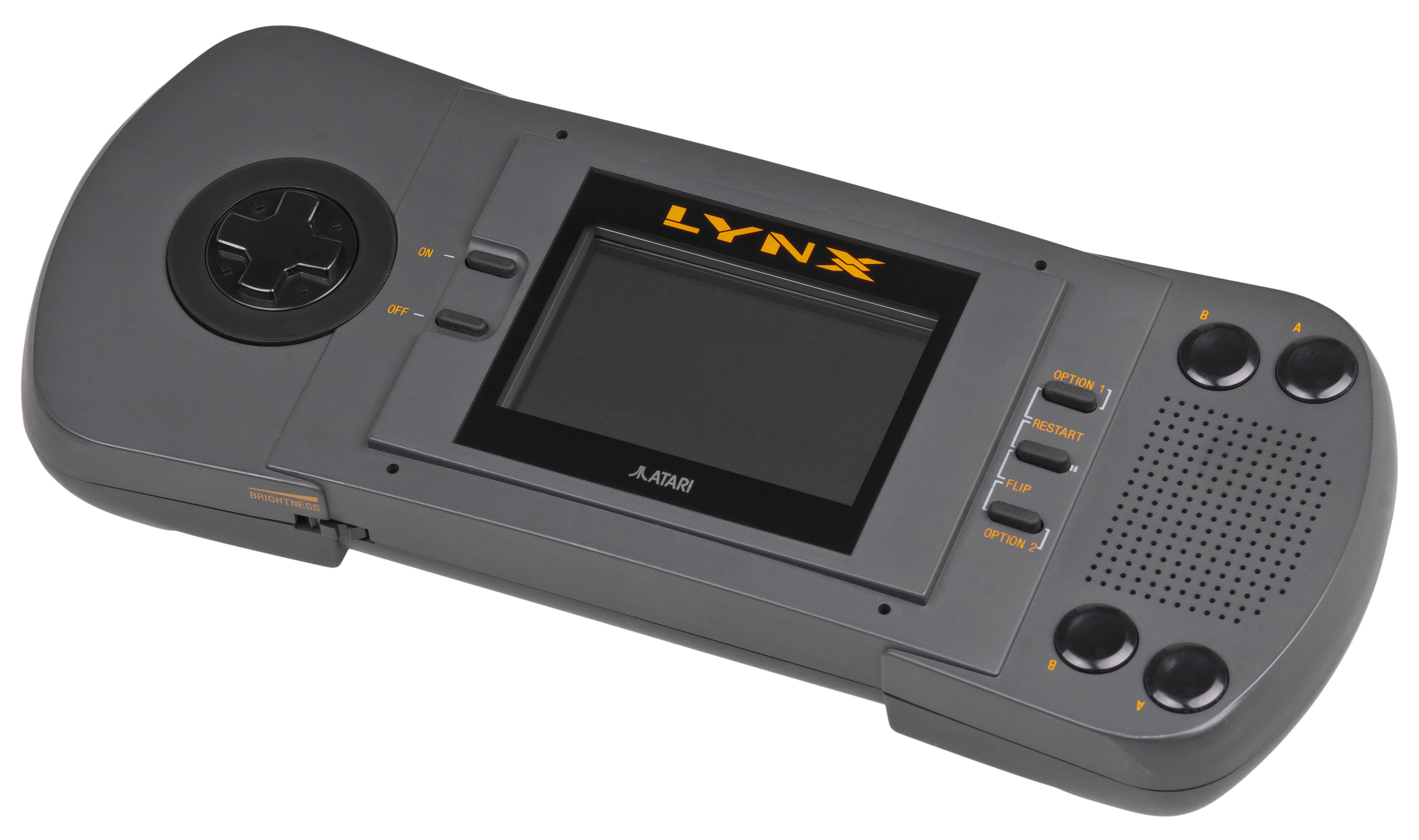
Atari Lynx

- Oktober - Atari Lynx lanseras i Japan.

## Spel släppta år1989

### Arkadspel
- Teenage Mutant Ninja Turtles

### Atari ST
- Mean Streets

### Commodore 64
- Mean Streets

### Game Boy
- Tetris

### MS-DOS
- Mean Streets

### NES
- Teenage Mutant Ninja Turtles
- Fester's Quest

### Amiga
- Mean Streets
- SimCity

### Macintosh
- Prince of Persia
- SimCity

### Fotnoter
1. ↑  ”Övriga konsoler”. Zelda Sverige. Arkiverad från originalet den 22 februari 2014. https://web.archive.org/web/20140222171905/http://www.zeldasverige.se/index.php?id=konsoler_ovrigt_gameboy. Läst 10 februari 2014.